# Grand Prix automobile du Brésil 2004
GP précédent GP suivant
Le Grand Prix automobile du Brésil 2004 (Formula 1 Grande Prêmio do Brasil 2004), disputé sur l'autodrome José Carlos Pace (Interlagos) le 24 octobre 2004, est la 731e épreuve du championnat du monde de Formule 1 courue depuis 1950 et la dix-huitième manche du championnat 2004.

## Classement

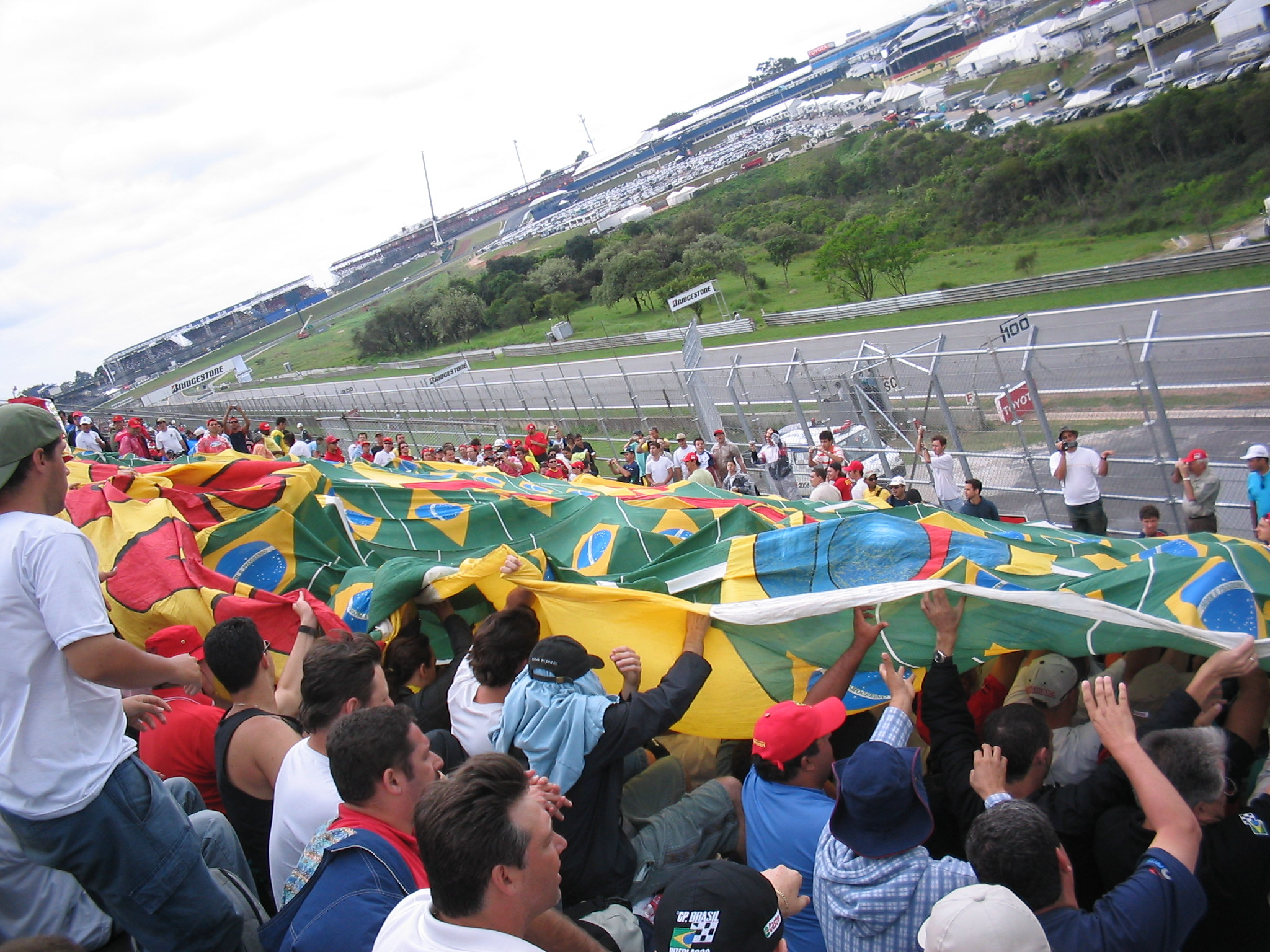
Tifosis brésiliens à Interlagos en 2004.

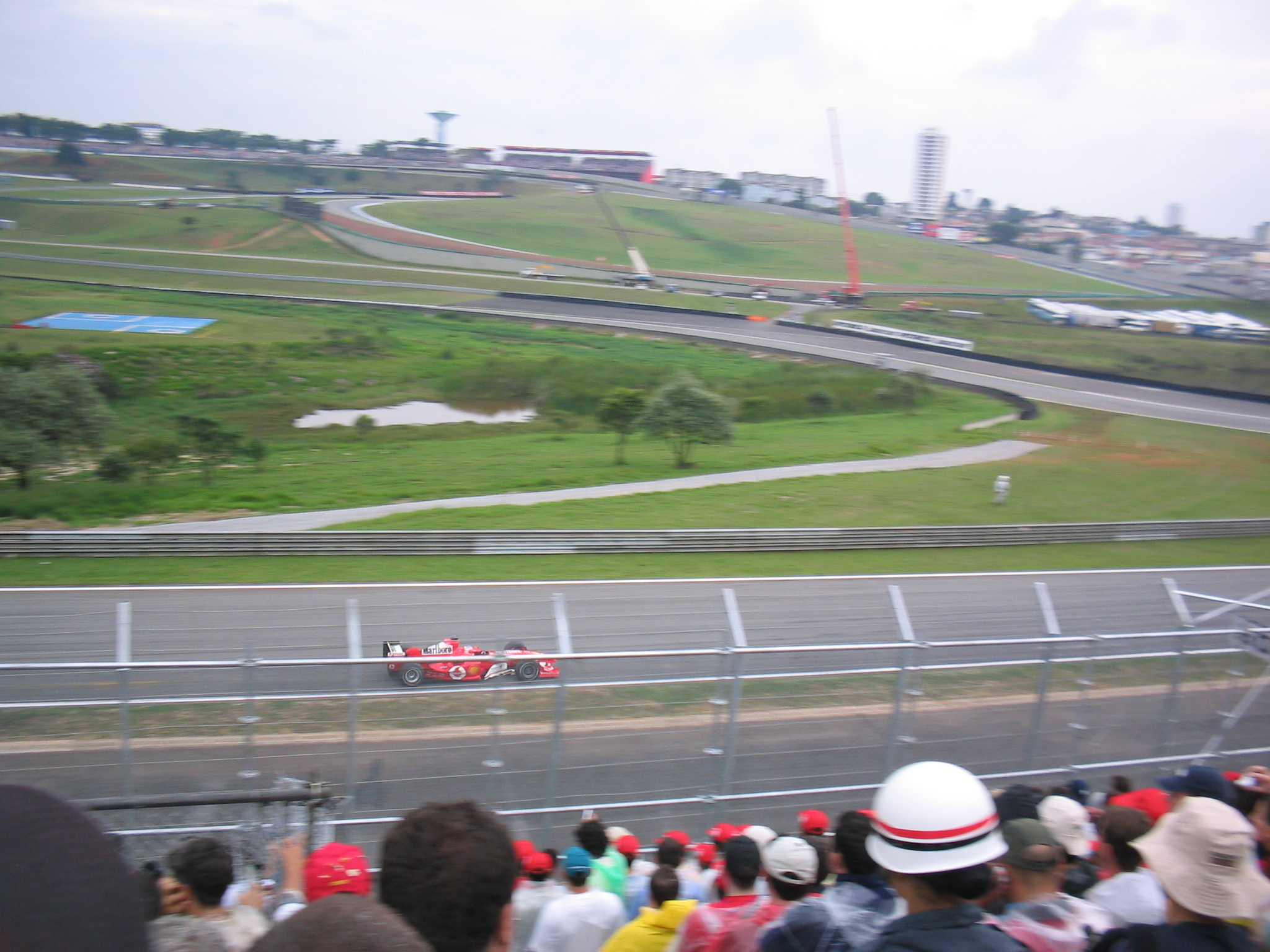
Rubens Barrichello sur Ferrari, troisième du Grand Prix.

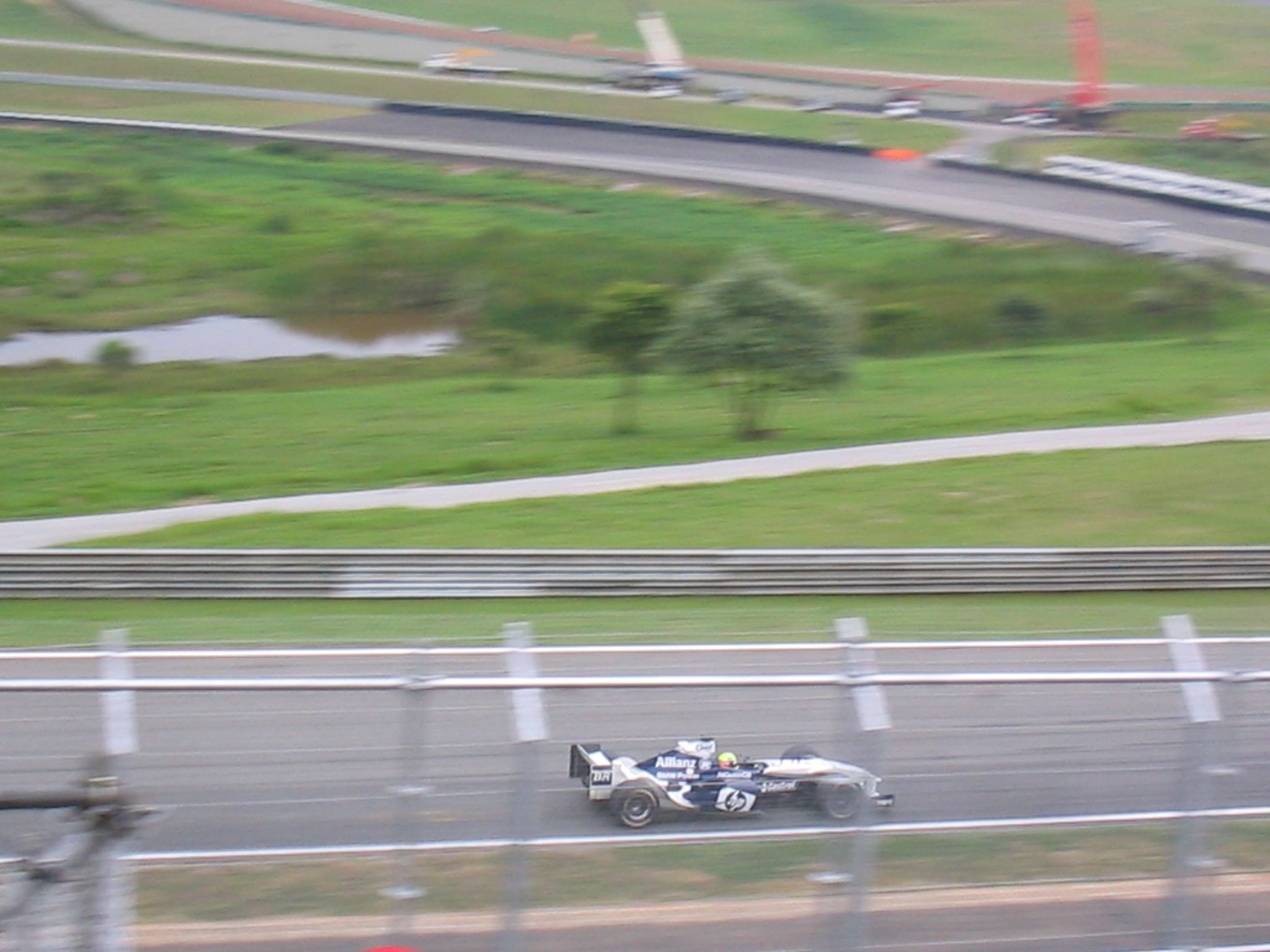
Ralf Schumacher sur Williams, cinquième du Grand Prix.

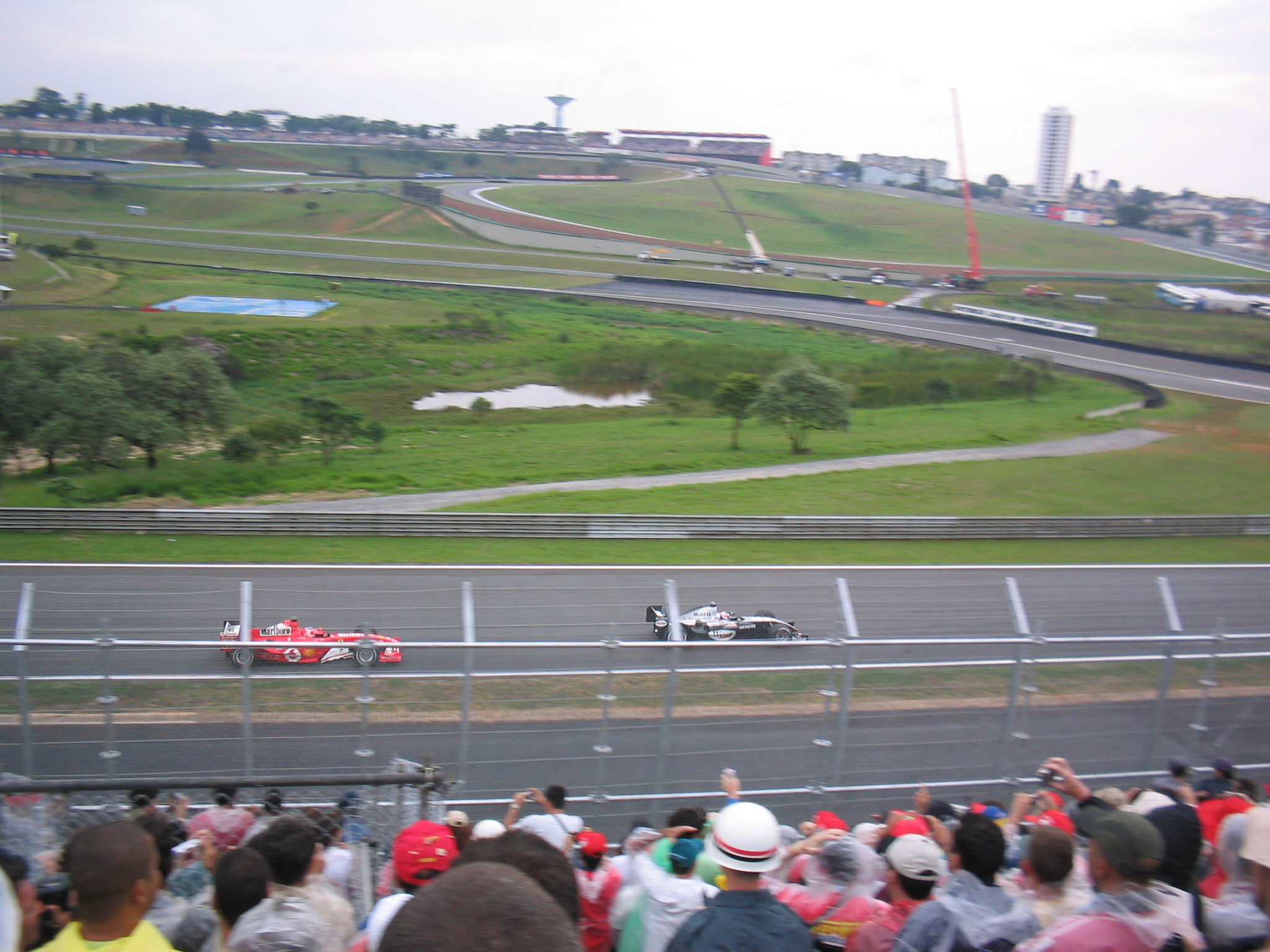
Rubens Barrichello derrière Kimi Räikkönen.

| Pos  | N° | Pilote               | Écurie           | Tours | Temps/Abandon                      | Grille | Points |
| ---- | -- | -------------------- | ---------------- | ----- | ---------------------------------- | ------ | ------ |
| 1    | 3  | Juan Pablo Montoya   | Williams-BMW     | 71    | 1 h 28 min 01 s 451 (208,517 km/h) | 2      | 10     |
| 2    | 6  | Kimi Räikkönen       | McLaren-Mercedes | 71    | + 1 s 022                          | 3      | 8      |
| 3    | 2  | Rubens Barrichello   | Ferrari          | 71    | + 24 s 099                         | 1      | 6      |
| 4    | 8  | Fernando Alonso      | Renault          | 71    | + 48 s 508                         | 8      | 5      |
| 5    | 4  | Ralf Schumacher      | Williams-BMW     | 71    | + 49 s 740                         | 7      | 4      |
| 6    | 10 | Takuma Satō          | BAR-Honda        | 71    | + 50 s 248                         | 6      | 3      |
| 7    | 1  | Michael Schumacher   | Ferrari          | 71    | + 50 s 626                         | 18     | 2      |
| 8    | 12 | Felipe Massa         | Sauber-Petronas  | 71    | + 1 min 02 s 310                   | 4      | 1      |
| 9    | 11 | Giancarlo Fisichella | Sauber-Petronas  | 71    | + 1 min 03 s 842                   | 10     |        |
| 10   | 7  | Jacques Villeneuve   | Renault          | 70    | + 1 tour                           | 13     |        |
| 11   | 5  | David Coulthard      | McLaren-Mercedes | 70    | + 1 tour                           | 12     |        |
| 12   | 16 | Jarno Trulli         | Toyota           | 70    | + 1 tour                           | 9      |        |
| 13   | 17 | Ricardo Zonta        | Toyota           | 70    | + 1 tour                           | 14     |        |
| 14   | 15 | Christian Klien      | Jaguar-Cosworth  | 69    | + 2 tours                          | 15     |        |
| 15   | 19 | Timo Glock           | Jordan-Ford      | 69    | + 2 tours                          | 17     |        |
| 16   | 21 | Zsolt Baumgartner    | Minardi-Cosworth | 67    | + 4 tours                          | 19     |        |
| 17   | 20 | Gianmaria Bruni      | Minardi-Cosworth | 67    | + 4 tours                          | 20     |        |
| Abd. | 14 | Mark Webber          | Jaguar-Cosworth  | 23    | Accident                           | 11     |        |
| Abd. | 18 | Nick Heidfeld        | Jordan-Ford      | 15    | Embrayage                          | 16     |        |
| Abd. | 9  | Jenson Button        | BAR-Honda        | 3     | Moteur                             | 5      |        |

## Pole position et record du tour
- Pole position : Rubens Barrichello en 1 min 10 s 646
- Meilleur tour en course : Juan Pablo Montoya en 1 min 11 s 473 au 49e tour.

## Tours en tête
- Kimi Räikkönen : 9 (1-3 / 29 / 51-55)
- Rubens Barrichello : 2 (4-5)
- Felipe Massa : 2 (6-7)
- Fernando Alonso : 11 (8-18)
- Juan Pablo Montoya : 47 (19-28 / 30-50 / 56-71)

## Statistiques
Ce Grand Prix du Brésil 2004 représente :
- La 4e victoire pour Juan Pablo Montoya.
- La 113e victoire pour Williams en tant que constructeur.
- La 19e victoire pour BMW en tant que motoriste.
- Le 7e titre de champion du monde pour Michael Schumacher.
- Le 18e et dernier Grand Prix pour Gianmaria Bruni.
- Le 20e et dernier Grand Prix pour Zsolt Baumgartner.
- Le 85e et dernier Grand Prix pour Jaguar Racing.
- Le 567e et dernier Grand Prix du moteur Ford-Cosworth.